# Щука (гміна Бродниця)
Щука (пол. Szczuka, нім. Hecht) — село в Польщі, у гміні Бродниця Бродницького повіту Куявсько-Поморського воєводства.
Населення — 499 осіб (2011).
У 1975-1998 роках село належало до Торунського воєводства.

## Демографія
Демографічна структура станом на 31 березня 2011 року:
|          | Загалом | Допрацездатний вік | Працездатний вік | Постпрацездатний вік |
| -------- | ------- | ------------------ | ---------------- | -------------------- |
| Чоловіки | 258     | 60                 | 185              | 13                   |
| Жінки    | 241     | 57                 | 147              | 37                   |
| Разом    | 499     | 117                | 332              | 50                   |